# Dark and Stormy

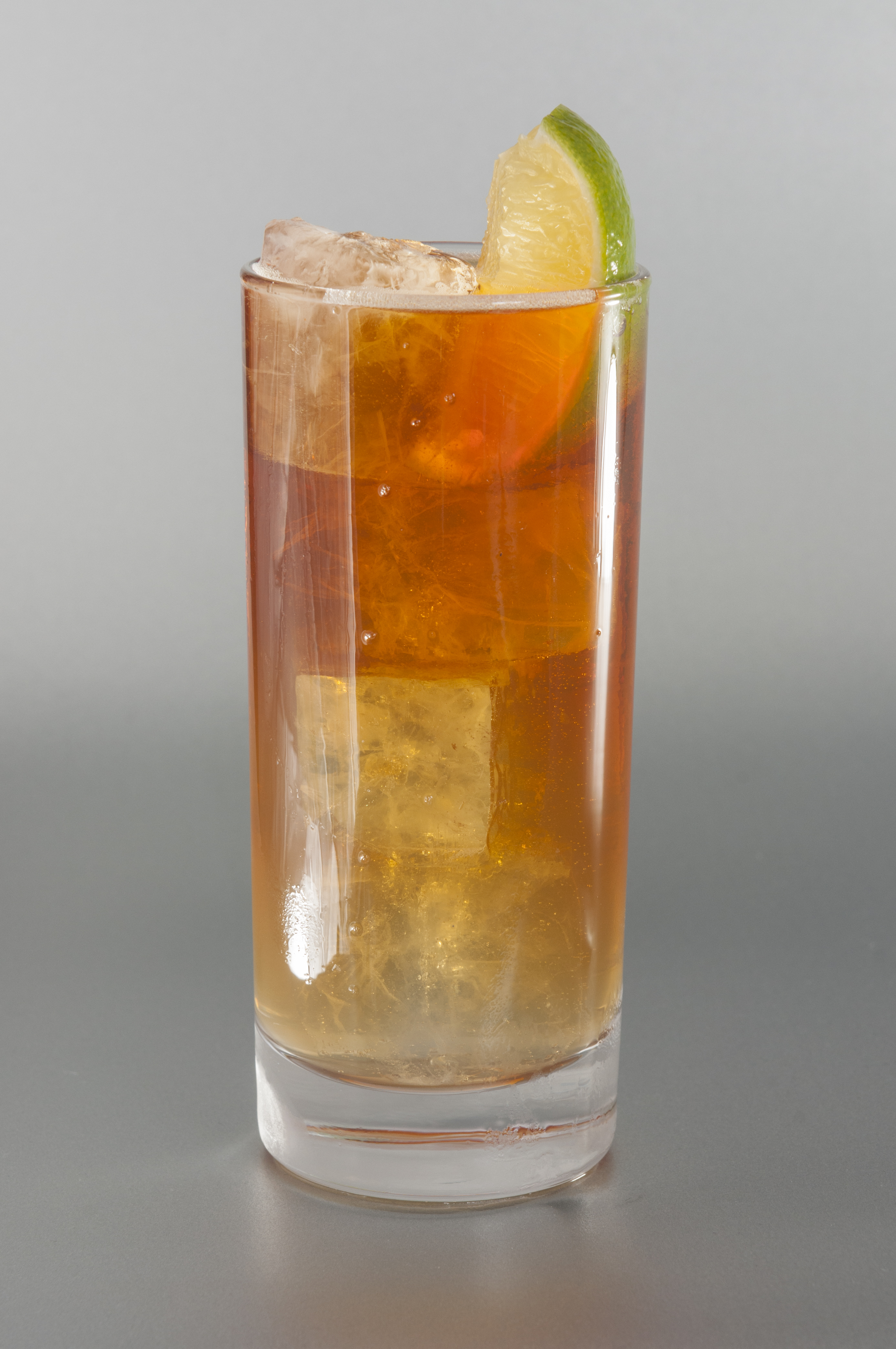
Dark and Stormy. Für den Farbverlauf wurde hier der Rum nachträglich auf das Ginger Beer gegeben, statt mit diesem aufzufüllen.

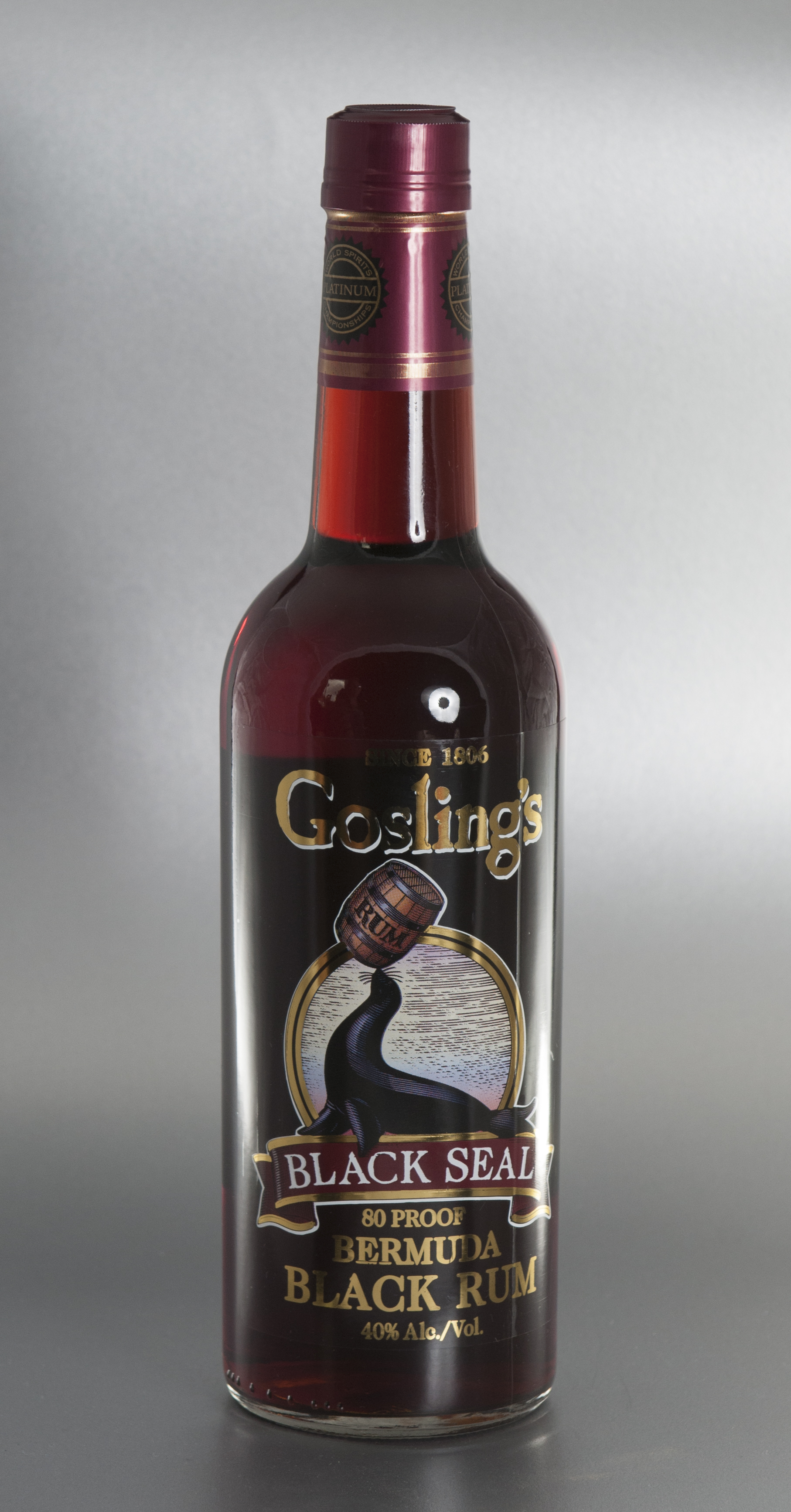
Gosling’s Black Seal Rum

Dark and Stormy (englisch für dunkel und stürmisch) ist ein Cocktail aus gelagertem braunem Rum und Ginger Beer, einer würzigen und leicht scharfen Limonade mit Ingwergeschmack. Er gehört zu den Longdrinks und wird teilweise auch der Gruppe der Highballs zugerechnet. Als einer von ganz wenigen bekannten Cocktails ist sein Name markenrechtlich geschützt und war schon mehrfach Gegenstand gerichtlicher Auseinandersetzungen.

## Name und Markenschutz
Weitere übliche Schreibweisen sind Dark & Stormy und (vor allem im angelsächsischen Sprachraum) Dark ’n Stormy, Dark 'N Stormy oder Dark ’N’ Stormy.
In der Schreibung DARK ’N STORMY ist der Name des Cocktails seit 1999 in Deutschland als Marke eingetragen; seit 2014 besteht eine Unionsmarke (zum Zeitpunkt der Eintragung noch Gemeinschaftsmarke genannt). Der Schutz umfasst die Nizza-Klasse 33, darunter alkoholische Getränke, Cocktails und Liköre. Markeninhaber ist das Unternehmen Gosling Brothers mit Sitz in Hamilton (Bermuda). Es produziert unter anderem den Gosling’s Black Seal 80 Proof Bermuda Black Rum, einen besonders dunkel gefärbten Rum mit charakteristischem Aroma, mit dem der Cocktail traditionell gemixt wird. In vielen weiteren Ländern besteht ein ähnlicher rechtlicher Schutz. So besitzen Gosling Brothers in den Vereinigten Staaten mittlerweile fünf aktive registrierte Trademarks (Stand 2016), während die Marke in Australien einem Wettbewerber gehört.
Zwar ist nur der Name, nicht die Rezeptur des Cocktails geschützt, er kann also mit beliebigen Zutaten gemixt, abgewandelt und frei benannt werden. Lediglich den geschützten Markennamen (einschließlich aller Varianten mit Verwechslungsgefahr) darf er im geschäftlichen Verkehr nur unter bestimmten Umständen tragen. Es steht allein dem Markeninhaber zu, alkoholische Getränke oder Cocktails als „Dark ’n Stormy“ anzubieten bzw. sie kann Wettbewerbern untersagen, die Marke in anderer als der von ihr erlaubten Weise zu verwenden. Und Gosling Brothers zufolge sei ein „Dark ’n Stormy“ eben nur dann echt („genuine“), wenn er mit Gosling’s Black Seal Rum gemixt wird. Gegen Markenrechtsverletzungen geht das Familienunternehmen notfalls auch juristisch vor, beispielsweise 2009 gegen den Rumhersteller Zaya, der einen „Dark and Stormy“ mit eigenen Produkten beworben hatte. 2015 verklagten Gosling Brothers den Spirituosenkonzern Pernod Ricard in den USA, weil dieser den Cocktail auf einer eigenen Marketing-Website als „Dark ’n Stormy“ geführt, als Zutat aber einen konzerneigenen Rum anstelle des Gosling’s-Produktes genannt hatte.
Mischungen mit anderen Rums als Gosling’s müssen daher unter abweichenden Namen angeboten werden. Die Variante mit Lamb’s Navy Rum wurde beispielsweise „Düster & Böig“ genannt.
Neben dem Gosling’s Black Seal Rum vertreiben Gosling Brothers inzwischen nicht nur ein eigenes Ginger Beer (Gosling’s Stormy Ginger Beer), sondern auch den Cocktail selbst als Fertigprodukt in Dosen mit einem Alkoholgehalt von 8 % vol.

## Geschichte

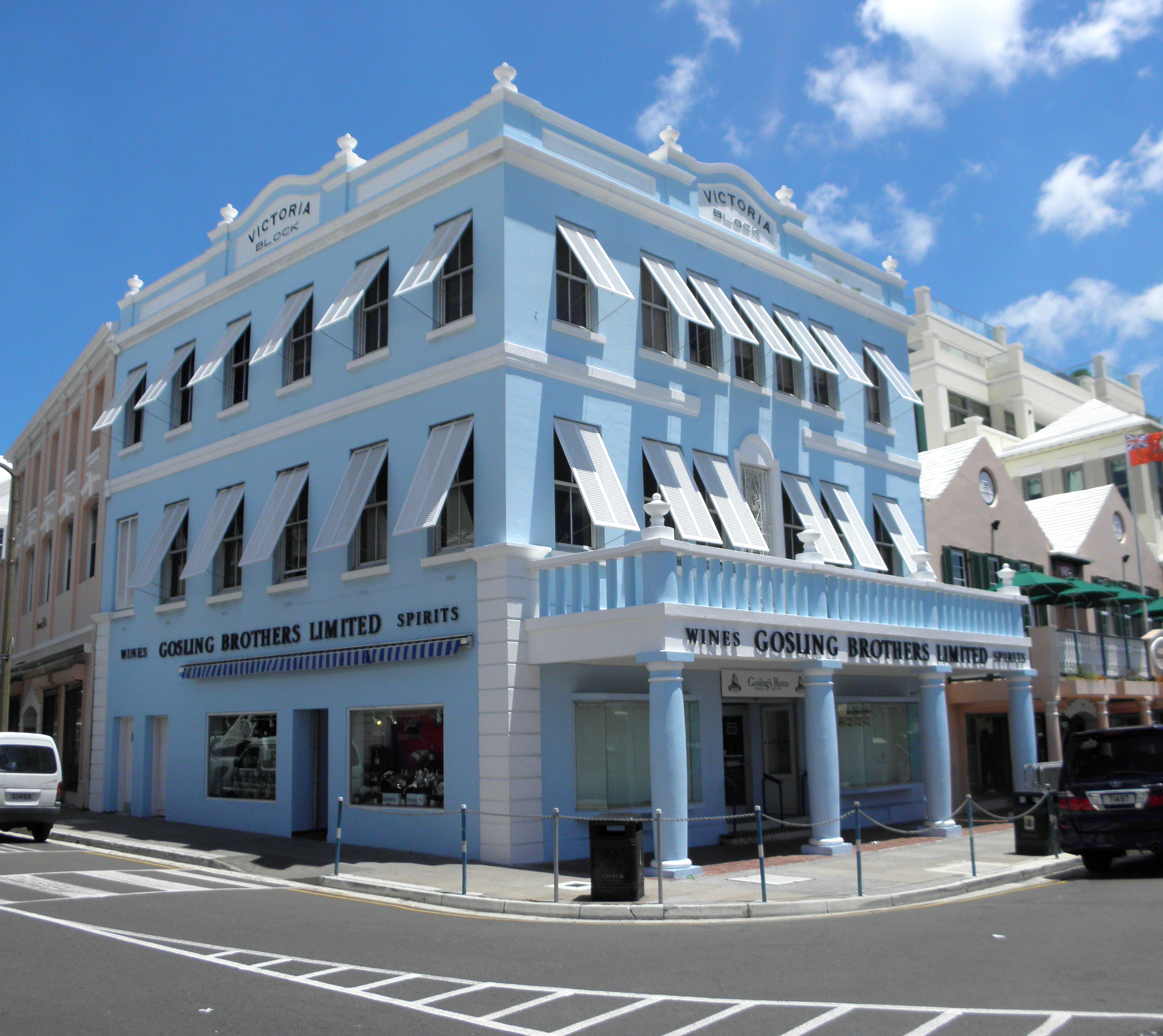
Gosling Brothers in Hamilton (Bermuda)

Das Unternehmen Gosling Brothers geht auf James Gosling zurück. Der Sohn eines Wein- und Spirituosenhändlers erreichte 1806 den Hafen Saint George’s (Bermuda) und eröffnete 1824 in der neuen Hauptstadt Hamilton zusammen mit seinem Bruder ein Ladengeschäft. 1857 begann das Unternehmen, verschiedene Rums miteinander zu verschneiden und zu verkaufen – bis zum Ersten Weltkrieg noch wie seinerzeit üblich in Fässern oder direkt vom Fass in mitgebrachte Behältnisse. Als danach der flaschenweise Verkauf begann, verwendete man zunächst gebrauchte Champagnerflaschen. Da man die Korken mit schwarzem Wachs versiegelte, wurde der Old Rum bald unter dem Namen Black Seal bekannt.
Der erste Dark and Stormy soll einer Legende nach an der Bar des Royal Bermuda Yacht Club in Hamilton  gemixt worden sein, wo man Gosling’s Rum mit etwas Sodawasser aufzuspritzen pflegte. Eines Tages habe ein Barkeeper versehentlich Ginger Beer gezapft und erst nachträglich den dunkelbraun gefärbten Rum darüber gegeben, worauf ein Segler an der Theke anmerkte, unter einer so dunklen und stürmischen Wolke würde doch niemand, der bei Trost sei, segeln wollen. Damit hatte die neue Mixtur ihren Namen und wurde angeblich bald zum Lieblingsgetränk britischer Seeleute auf den Bermuda-Inseln, und zwar Gosling Brothers zufolge bereits in den Jahren nach dem Ersten Weltkrieg.
Obwohl die Firma Gosling Brothers den Spirituosenhandel auf den Inseln dominierte, waren ihre Produkte außerhalb Bermudas bis in die 1980er Jahre kaum bekannt, so dass nicht überliefert ist, wann der Dark and Stormy zum Signature Drink des Unternehmens wurde. Die Registrierung des Namens als Marke begann jedenfalls Ende der 1970er Jahre, beginnend mit Bermuda und angesichts schmaler Budgets des Unternehmens zunächst in der Karibik, den Vereinigten Staaten und Europa.
Auf Bermuda wurde der Cocktail mit lokalen Ginger Beers gemixt, zuletzt mit Barritt’s Bermuda Stone Ginger Beer, bis Gosling Brothers um 2010 ein eigenes Ginger Beer auf den Markt brachten.
2011 nahm die International Bartenders Association (IBA) den Dark and Stormy in ihre Liste der „offiziellen IBA-Cocktails“ auf und führt ihn dort in der Rubrik New Era Drinks (etwa: Getränke des neuen Zeitalters).

## Zubereitung
Das Rezept der International Bartenders Association (IBA) sieht für einen „DARK ‘N’ STORMY“ 6 cl dunklen Rum („Dark Rum“) vor, nennt allerdings keine spezifische Marke. 10cl Ginger Beer wird in ein mit Eiswürfeln gefülltes Highballglas gegeben und mit Rum aufgefüllt. Fachsprachlich wird der Drink also „im Glas gebaut“ und schließlich mit einem Limettenschnitz garniert.
Je nach Art des verwendeten Rums, Süße und Schärfe des Ginger Beers und persönlichen Vorlieben kann das Mischungsverhältnis variieren. Gosling’s empfiehlt, den Black Seal  Rum im Verhältnis von ungefähr 1:3 mit dem hauseigenen Ginger Beer zu mischen.
Gelegentlich wird dem Drink auch noch etwas Limettensaft und/oder Zuckersirup hinzugefügt.

## Trivia
Um die Anklageverlesung gegen den ehemaligen Präsidenten der Vereinigten Staaten – Donald Trump – am 4. April 2023 feierten Gegner Trumps in New York City und tranken Cocktails mit dem Namen Dark 'N Stormy Daniels. Stormy Daniels ist der Name einer Pornodarstellerin, der Trump laut Anklage Schweigegeld gezahlt haben soll.